# У озера
«У о́зера» — советский двухсерийный чёрно-белый драматический художественный фильм 1969 года, режиссёра Сергея Герасимова. Является вторым фильмом дилогии о людях 1960-х годов (первый фильм — «Журналист» (1967)).
Повествует о взаимоотношениях между человеком и природой в эпоху научно-технического прогресса, о проблеме защиты уникального пресноводного озера Байкал от промышленного загрязнения, после введения в эксплуатацию строящегося на его берегу целлюлозно-бумажного комбината.
В широкий советский прокат картина вышла 13 апреля 1970 года.
В 1970 году драма «У озера» названа «Лучшим фильмом года» по итогам опроса читателей журнала «Советский экран».

## Сюжет
Действие фильма охватывает временной период первой половины 1960-х годов. События картины рассказаны Леной Барминой от первого лица.
На берегу Байкала работает научная лаборатория профессора Бармина, изучающего озеро. В небольшом посёлке растёт дочь профессора Лена, в первой серии она оканчивает 10-й класс средней школы. 
На южном берегу озера собираются строить целлюлозно-бумажный комбинат. Представители предприятия и его будущий директор Василий Черных приезжают для консультаций к Бармину. Учёный и его сподвижники занимают непримиримую позицию по отношению к возведению комбината, чьи отходы безнадёжно испортят экосистему озера. Черных открыт к дискуссиям и собирается построить при комбинате уникальную в стране систему полной очистки сточных вод. Лена постепенно сближается с немолодым директором комбината. На строительство приезжает журналист Валя Королькова, ищущая героев своего времени. Она знакомится с Леной.
Во второй серии Лена окончила школу и работает в библиотеке при посёлке возле комбината. 
Первая очередь предприятия сдана в эксплуатацию. Комбинат посещает правительственная комиссия, которая проводит самую тщательную инспекцию очистных сооружений. Тем не менее, вопрос о влиянии вредных сливов на озеро остаётся открытым. Принципиальная гражданская позиция Бармина приводит его в итоге в больницу с сердечным приступом. 
Между Леной и Василием Черных возникают чувства, но, узнав о том, что её возлюбленный женат, Лена решает завершить с ним отношения, после чего уезжает вместе с Валей Корольковой на Лену на новую работу.
Прототипом одного из главных героев фильма стал учёный-байкаловед Михаил Михайлович Кожов.

## В ролях
- Олег Жаков — Александр Александрович Бармин, учёный-байкаловед
- Наталья Белохвостикова — Лена, дочь Александра Бармина
- Василий Шукшин — Василий Васильевич Черных, руководитель комбината
- Надежда Репина — жена Василия Черных
- Валентина Теличкина — Валя Королькова, журналист
- Михаил Ножкин — Геннадий Яковлев, молодой учёный
- Наталья Аринбасарова — Катя Олзоева, подруга Лены
- Николай Ерёменко (младший) — Алексей, студент-практикант
- Вадим Спиридонов — Константин Коновалов, рабочий на стройке
- Александр Сныков — Женя

## Съёмочная группа
- Режиссёр: Сергей Герасимов
- Сценарист: Сергей Герасимов
- Операторы: Владимир Архангельский, Владимир Рапопорт
- Композитор: Илья Катаев
- Директор картины: Аркадий Кушлянский

## Награды и признание
- 1971 — Государственная премия СССР: режиссёр Сергей Герасимов, исполнители главных ролей Олег Жаков, Наталья Белохвостикова и Василий Шукшин.

## Оценки фильма
Кинокритик Людмила Погожева считала, что «фильм богат мыслями, полифоничен по своему решению».
Кинокритик Евгений Сурков также писал, что фильм полифоничен и многотемен. Он отмечал полемичность фильма, что «раздумья философского значения переплетаются в нём с газетной „злобой дня“».
Киновед Владимир Баскаков так оценивал фильм: «Художническое зрение режиссёра обострилось и углубилось. Он сумел увидеть в действительности и воссоздать на экране яркие индивидуальные портреты современников. Лена Бармина (актриса Наталья Белохвостикова), её отец, учёный Бармин (Олег Жаков), начальник строительства Василий Черных (Василий Шукшин) — всё это люди интересные, незаурядные, масштаб их личности соответствует масштабу эпохи, характеру времени».
Теоретик кино Александр Мачерет указывал, что «в фильме „У озера“ убеждает не искусственно придуманная фабульная модель, но свободно развивающийся сюжет, образуемый сложным сцеплением многозначных образов».
Киновед Александр Фёдоров констатировал, что фильм «в начале 1970 года стал одним из самых важных культурных событий СССР».